# Орест (Иванюк)
Оре́ст (в миру Ону́фрий Ива́нович Иваню́к, укр. Онуфрій Іванович Іванюк; 12 июня 1900, село Багна, Буковина — 14 апреля 1981, Нью-Йорк) — епископ неканонической УАПЦ в Диаспоре с титулом «епископ Львовско-Черновицкий», управляющий Западноевропейской епархией.

## Биография
Рождённый 12 июня 1900 года в селе Багна на Буковине в крестьянской семье. Начальное образование получил в Вижнице, где начал обучение в гимназии. В 1920 году окончил гимназию в Черновцах.
В 1920—1926 годы изучал богословие и философию в Черновицком университете.
В 1926 году после окончания университета женился на дочери священника Наталии Дарийчук.
19 декабря 1926 года епископом Радовецким Ипполитом (Воробкевичем) был рукоположён в сан диакона, а 26 декабря того же года рукоположён в священники в кафедральном соборе святой Троицы в Черновцах. После рукоположения служил в юрисдикции Румынской православной церкви на Буковине с сёлах Кадубовцы, Давыдовцы, Раранчи. Принимал активное участие в социально-общественной жизни и культурно-образовательном своих приходов. За усердную пастырскую работу получил в 1928 году две похвальные грамоты от Митрополита Нектария (Котлярчука).
В 1940 году, когда Северная Буковина отошла к СССР, Онуфрий Иванюк уехал на Холмщину, где обслуживал украинские православные приходы в юрисдикции епископа Илариона (Огиенко), пребывавшего на тот момент в юрисдикции Польской православной церкви.
Оттуда в 1943 году переехал в Германию. Его жена не эмигрировала и умерла в 1950 году в Румынии.
В Германии в служил в лагерях беженцев. В 1948 году перебрался в Канаду, где присоединился к неканонической УГПЦ в Канаде. В 1949—1959 годы проживал в Оттаве и обслуживал приходы УГПЦ в Восточной Канаде. В Канаде он продолжи своё образование, получил звание магистра в Оттаве в области истории.
В 1952 году переехал в США и окормлял там приходы УПЦ в юрисдикции митрополита Иоанна (Теодоровича). В 1965 году принял монашество с именем Орест и был возведён в сан архимандрита.
13 сентября 1969 году решением чрезвычайного собора УАПЦ в диаспоре, прошедшего в Оттобрунне, избран епископом с поручением нести служение в Австрии, Бельгии, Западной Германии и Франции.
27 сентября того же в украинской православной Церкви святого Георгия Победоносца в городе Дерби, Англия, состоялся чин наречения во епископа. 28 сентября там же хиротонисан во епископа Львовско-Черновицкого. Хиротонию совершили митрополит Мстислав (Скрипник) и архиепископ Донат (Буртан), управлявший украинскими приходами в Австралии.
30 сентября 1969 года прибыл в Германию и поселился сначала в Карлсруэ, затем жил в Карсфельде, близ Мюнхена, а впоследствии в Мюнхене-Людвигсфельде.
Распоряжением Митрополита Мстислава (Скрипника), с 7 марта 1973 года был правящим епископом Западно-Европейской епархии УАПЦ в диаспоре. 1 января 1975 года возведён в сан архиепископа.
Участвовал в экуменических службах, а также в православных Богословских семинарах.
Скончался 14 апреля 1981 года в Нью-Йорке, куда прибыл для отдыха и лечения.
Похороны состоялись 17 апреля 1981 в церкви-памятнике на кладбище-пантеоне в Саут-Баунд-Бруке, Hью-Джерси. Похоронный чин совершил Митрополит Мстислав в сослужении епископа Белорусской Православной Церкви Изяслава (Бруцкого).